# 于谦 (相声演员)
于谦（1969年1月24日—），中国相聲演員、影视剧演员，出生于北京市，祖籍陕西蓝田，中国国民党革命委员会党员，德云社成员，北京马术文化节儿童马术推广大使。

## 經歷
- 1982年于谦考入北京市戏曲学校相声班学艺，在校期间曾跟随相声名家王世臣、罗荣寿、高凤山、赵世忠学习。
- 1985年拜石富宽为师。
- 1995年毕业于北京电影学院影视导演系大专进修班[7]。

2000年首次与郭德纲合作表演相声。2002年二人成为搭档，并于2004年加入北京德云社。2018年7月8日，两人率团，赴日本东京参加“德云社全球巡演东京站”演出。

## 家庭
- 于謙的父親，曾是大港油田地質勘探負責人，副局級幹部，经常在郭德纲、于谦二人的相声中成为郭德纲的“砸挂”对象；于謙的母親翟顯華，也曾是石油煉廠方面的專家。目前兩人均已退休，除了去北京與兒子一家團聚之外，基本在大港油田定居。于谦的两位兄长也从事石油方面的工作。[2]
- 1998年，于謙與妻子白慧明在拍攝《紅印花》時相識。白慧明比于谦小10岁，当时还在上学。二人于2000年结婚。
- 育有1子梓杰（艺名是于云霆），2006年出生，师从郭德纲[10]

## 相聲作品
作为郭德纲的捧哏与其合作至今。

#### 主要代表作
- 《论捧逗》
- 《扒马褂》
- 《大上寿》
- 《福寿全》
- 《羊上树》
- 《汾河湾》

## 影视作品

#### 電影
| 上映日期 | 上映日期 | 片名                         | 角色     | 備註     |
| 2005年   |          | 《空山》                     | 劉算盤   |          |
| 2006年   |          | 《燕銜泥》                   | 李二威   |          |
| 2010年   | 3月18日  | 《越光寶盒》                 | 手語老師 |          |
| 2010年   | 5月7日   | 《三笑之才子佳人》           | 華夫人   |          |
| 2013年   | 6月11日  | 《大片》                     | 黑老大   |          |
| 2016年   | 7月8日   | 《摇滚藏獒》                 | 林一色   | 配音出演 |
| 2018年   | 2月16日  | 《祖宗十九代》               | 馮九爺   |          |
| 2017年   | 12月1日  | 《相聲大電影之我要幸福》     | 於大洪   |          |
| 2017年   | 7月27日  | 《战狼2》                    | 錢必達   |          |
| 2017年   | 9月30日  | 《缝纫机乐队》               | 孫大力   |          |
| 2017年   | 10月20日 | 《坑爹遊戲》                 | 張勝利   |          |
| 2019年   | 3月22日  | 《老师·好》                  | 苗宛秋   |          |
| 2019年   | 7月24日  | 《別鬧天使大人》             | 金大用   |          |
| 2019年   | 8月2日   | 《鼠胆英雄》                 | 市長     |          |
| 2021年   | 4月2日   | 《第十一回》                 | 傅庫司   |          |
| 2021年   | 7月1日   | 《革命者》                   | 吳育文   |          |
| 2021年   | 9月19日  | 《狗果定理》                 | 強哥     |          |
|          |          | 《没有一顿火锅解决不了的事》 |          |          |

#### 電視劇
| 首播年份 | 劇名                     | 角色           | 備註                 |
| 1992年   | 《编辑部的故事》         | 警察甲         |                      |
| 1992年   | 《小龙人》               | 唐朝書生       |                      |
| 1993年   | 《海马歌舞厅》           |                |                      |
| 1995年   | 《馬三立》               | 趙佩茹         |                      |
| 1996年   | 《小井衚衕》             | 肥子           |                      |
| 1997年   | 《家家有本难念的经》     | 傻慶           |                      |
| 1998年   | 《人蟲－小人物的故事》   | 賈六           |                      |
| 2000年   | 《九九歸一》             | 包小三         |                      |
| 2000年   | 《七嫂告狀》             |                |                      |
| 2002年   | 《天下第一醜》           | 趙四           |                      |
| 2002年   | 《李卫当官》             | 魏敏中         |                      |
| 2003年   | 《新刀馬旦》             | 周柏森         |                      |
| 2005年   | 《京华烟云》             | 羅同           |                      |
| 2007年   | 《北平往事》             | 徐晉卿的叔叔   |                      |
| 2007年   | 《追著幸福跑》           | 大齡單身男青年 |                      |
| 2007年   | 《地下交通站》           | 食客           | 客串                 |
| 2008年   | 《清官巧斷家務事》       | 於小懷         |                      |
| 2008年   | 《拯救愛》               | 校長           |                      |
| 2009年   | 《天生我才》             | 財神           |                      |
| 2010年   | 《單行線》               | 大勇           |                      |
| 2010年   | 《郭縣令軼事》           | 師爺           |                      |
| 2010年   | 《知縣葉光明》           | 蔡萬           |                      |
| 2011年   | 《雞毛蒜皮沒小事2》      | 張大爺         |                      |
| 2011年   | 《我是大偵探》           | 賈耀祖         |                      |
| 2012年   | 《 梦回唐朝》            | 李淳風         |                      |
| 2013年   | 《大宅門1912》           | 沈雲飛         |                      |
| 2018年   | 《新大頭兒子和小頭爸爸》 |                | 客串                 |
| 2019年   | 《我是班主任》           |                | 客串                 |
| 2024年   | 《多大点事儿》           | 張澤中         | 兼任總出品人、總策劃 |
| 待播     | 《了不起的我们》         |                |                      |

#### 常駐综艺
| 首播日期 | 首播日期          | 電視臺   | 節目名稱             | 備註   |
| 2014年   | 1月6日-4月24日    | 辽宁卫视 | 《大谦世界》         | 主持人 |
| 2016年   | 5月12日-8月11日   | 湖北卫视 | 《我為喜劇狂第三季》 |        |
| 2019年   | 7月21日-9月22日   | 騰訊視頻 | 《脱口秀大會第二季》 |        |
| 2020年   | 8月27日-10月30日  | 騰訊視頻 | 《德云鬥笑社第一季》 |        |
| 2020年   | 10月29日-12月31日 | 騰訊視頻 | 《幸福三重奏第三季》 |        |
| 2021年   | 8月20日-10月24日  | 騰訊視頻 | 《德云鬥笑社第二季》 |        |

## 出版作品
| 年份   | 書名               | 出版社         | ISBN               |
| ------ | ------------------ | -------------- | ------------------ |
| 2013年 | 《玩兒》           | 中信出版社     | ISBN 9787508641737 |
| 2018年 | 《玩兒》           | 湖南文藝出版社 | ISBN 9787540484033 |
| 2020年 | 《于謙動物園》     | 浙江文藝出版社 | ISBN 9787533959104 |
| 2020年 | 《于謙小酒館》     | 浙江文藝出版社 | ISBN 9787533960650 |
| 2020年 | 《于謙雜貨舖》     | 浙江文藝出版社 | ISBN 9787533961244 |
| 2021年 | 《于謙：人間煙火》 | 湖南文藝出版社 | ISBN 9787572602092 |
| 2021年 | 《于謙：人間可愛》 | 湖南文藝出版社 | ISBN 9787572603693 |
| 2022年 | 《于謙：人間溫柔》 | 湖南文藝出版社 | ISBN 9787572606779 |

## 獎項及榮譽
| 年份   | 頒獎典禮名稱   | 獎項名稱         | 作品        |
| 2019年 | 澳門國際電影節 | 金莲花最佳男主角 | 《老师·好》 |